# Florida Classic
De Florida Classic was een golftoernooi in Florida van 1999-2001. Het maakte deel uit van de Nationwide Tour, die in 1999 de NIKE Tour heette en daarna de BUY.COM Tour.
Het toernooi werd gespeeld op de Gainesville Country Club in Gainesville, Florida. Het prijzengeld was $ 425.000, waarvan de winnaar $ 76.500 kreeg.
Richard Johnson was een rookie op de NIKE Tour toen hij hier met vier rondes onder par zijn eerste overwinning behaalde.
Bobby Wadkins, die op de PGA Tour zes keer op de 2de plaats eindigde, werd hier tweede met -13.

## Winnaars
NIKE Florida Classic
- 1999:  Richard Johnson (270, -14)

BUY.COM Florida Classic
- 2000:  Fran Quinn (271, -13)
- 2001:  Chris Couch (269, -15)